# アフリカ・バンバータ
アフリカ・バンバータ（Afrika Bambaataa、本名：ランス・テイラー（Lance Taylor） 1957年4月17日 - ）はアメリカ合衆国ニューヨーク州ブロンクス区リバーサイド出身のミュージシャン、DJ。
ヒップホップの黎明期である70年代から活動しているベテランである。1982年の曲『プラネット・ロック』（Planet Rock）でも知られている。

## キャリア
ヒップホップにおいて、クール・ハーク、グランドマスター・フラッシュと並ぶ、ヒップホップの黎明期に関わった3人のDJの1人とされている。
1973年にブロンクスで、アフロアメリカンの若者による組織「ズール・ネイション」を設立した。ラップ、DJ、ダンス（ブレイクダンス）、グラフィティなどの黒人の創造性文化を統合したのがヒップホップである。
ライターのスティーヴン・ハガーは、ヒップホップが活字媒体に最初に記載されたのは、ヴィレッジ・ボイス紙でバンバータがヒップホップという言葉を使用した記事であると主張している。その後、クラフトワークの『ヨーロッパ特急（Trans-Europe Express）』に影響を受けてアフリカ・バンバータ&ソウル・ソニック・フォースで1982年に『プラネット・ロック（Planet Rock）』を発表した。同曲はヒップホップ、エレクトロ・ファンクシーンに大きな影響を与えた。
クラフトワークのアルバム『コンピューター・ワールド』（1981年発表）に収録されている曲『ナンバーズ（Numbers）』にはプロモーションフィルムも存在し、当時のブロックパーティの模様やブレイクダンスシーンが見られる。また同じ1982年の12inch『looking for the perfect beats』については多数のサンプリング例がある（2006年のLL COOL J feat. ジェニファー・ロペスの『Control Myself』など）。Paul Winley recordsから1983年にリリースされたアルバム『DEATH MIX』には、1980年代初頭にブロンクスの高校で行われたパーティーでの彼のDJプレイ等の模様が収録されており、当時のシーンを知るうえで非常に貴重である。
1985年、スティーヴ・ヴァン・ザントを中心とした「アパルトヘイトに反対するアーティストたち」による楽曲『サン・シティ』のレコーディングに参加。
プレイリストには、ジェームス・ブラウン、ジミー・キャスター・バンチ、インクレディブル・ボンゴ・バンドなどのファンク・ナンバーが挙げられる。そのほかには、アフロアメリカンらしからぬ音楽志向として、クラフトワークなどの電子音楽が、ソウル・ファンクの曲と一緒にプレイされていた。これは彼がブレイクビーツについて、特定のジャンルにこだわらなかったことを示している。
80年代を通して初期のヒップホップ音楽、文化を広げる中心となった。彼はブレイクビーツのDJを始めた3人のうちの1人で、特に「ヒップホップ文化の祖父」「ヒップホップ文化のアメン＝ラー（神）」もしくは「エレクトロファンクの父」と呼ばれる。また、ギャングのブラック・スペード団を音楽文化集団ユニバーサル・ズールー・ネイションに吸収させ、ヒップホップ文化を世界に広めたとして知られている。2007年9月27日にはRock and Roll Hall of Fameの候補として取り上げられた。
アフリカ・バンバータはランス・テイラーとして、ブロンクスで生まれ、ブロンクス・リバー住宅で育った 。幼少期から黒人人権運動の活動家だった母の影響を受けた。また、母親の持つ様々なジャンルの音楽レコードにも触れる機会をもつ。この頃の南ブロンクスではギャングが地域を取り仕切るようになり、縄張りでのドラッグ売買を阻止、地域の健康プログラムの支援と、自身の縄張りと、そのメンバーを守るために戦い、またパーティーを開いた。バンバータはこの地域のギャング、サベッジ・セブン団の創立者（後のブラック・スペード団）となり、団の成長、改名後即に指揮官として指名される。指揮官として、彼は地位を決め、縄張りの拡張をしていった。彼は、他のギャングとぶつかることを恐れなかったことから、ブラック・スペード団はどんどんと成長していき、ニューヨークで人数縄張り共に1番大きな団になっていく。
彼は、小論文コンクールで入賞し、アフリカ旅行を手に入れる。旅先で訪れた地域社会のあり方に感銘を受け、故郷ニューヨークの暴力的な活動を止める事を決意する。彼は名前をズールー族首長のバンバータを取って、アフリカ・バンバータ・アーシムと改名する。
首長は、彼自身をズールー「愛されるリーダー」と称している。これに影響を受け、アフリカ・バンバータはギャングの縄張り拡張を、どのように平和親善の為に、役立たせることが出来るかを考えだす。このアフリカへの旅と映画『ズールー戦争』で観たズールー族の、結束に深く感動を受け、バンバータの世界観を圧倒的に変化させる。後に彼はギャングのブラック・スペード団を「ブロンクス・リバー団体」と変化させていく。バンバータ首長は反アパルトヘイト運動の先駆者で、20世紀前半に南アフリカで起こっていた経済不平等に対して、活動を行ったリーダーである。
77年ごろには早くもクール・ハーク、グランドマスター・フラッシュらと同様に、バンバータはサウスブロンクスでブロック・パーティーを主催するようになる。彼はこの音楽文化を使って、ギャングのメンバーをユニバーサル・ズールー・ネイションに引き抜く事を決意した。「ヒップホップ」は、元々、MCがスキャットの中で使っていた一句で、バンバータが分類したヒップホップ文化（DJの音楽、MCのライム、Bボーイ・Bガールのダンス、グラフィティアート）を、1つにまとめる為に、この言葉を使ったと言われている。
1982年には、バンバータと彼を支援するダンサー、アーティスト、DJがアメリカ国外では初めてのヒップホップツアーを組む。これはユニバーサル・ズールー・ネイションの拡大と、ヒップホップ文化に対する理解を促す、絶好の機会となった。彼の言うヒップホップとは平和、団結、愛、そして楽しむ事をモットーとしている。そして多くの若いギャング・メンバーの人生を、暴力から更生へと導いていった。
彼の影響は海外の一部にまで及んだ。サウス・ブロンクス地区で人気だったフランス出身の「レコードマスター」と呼ばれたラッパーMCソラーもその内の1人である。バンバータはジャジー5（メンバーはMCs Master Ice、Mr. Freeze、Master Bee、Master DEE、AJ Les）とソウルソニック・フォース（メンバーはMr. Biggs、Pow Wow、Emcee G.L.O.B.E.）の2つのラップグループを生み出す。
同年バンバータとソウルソニック・フォースは生バンド演奏をやめて、先端技術（電子音楽）を用いるようになる。ドイツのクラフトワークに影響を受ける。アーサー・ベイカーがプロデュースし、ジョン・ロビーがシンセサイザーを演奏した『ビート・ボックス』を提供してもらう。この変更が大ヒット曲『プラネット・ロック』を生みし、「エレクトロ・ブギー」と呼ばれるラップとダンスミュージックの流れをつくることになる。これによってバンバータは、自身の音楽レーベルを設立し『Time Zone Completion』をリリース。「ターンテーブリズム」（楽曲の作者が意図的にターンテーブルを操り、音楽作りの主体をターンテーブルをつかっていること）ジャンル化し、1990年代の「エレクトロニカ」へとつながっていった。
クール・ハークやKOOL DJ DEEの影響と、ディスコ・キング・マリオからの音楽装置の提供があり、サウス・ブロンクスの各地でパーティーを主催した。そしてスティーブンソン高校やブロンクス・リバー公民館でMr. Biggs、クイーン・ケンヤ、カウボーイなどと演奏を始める。後にブロンクス・リバー団体（後に「ザ・オーガナイゼーション」と改名）を設立する。元々ギャング出身のバンバータは、ギャング団を脱退したメンバーが多く、彼のヒップホップ文化は様々な場所に広まっていった。
約1年後ブロンクス・リバー・団体をユニバーサル・ズールー・ネイションと改名。5人のBボーイ（後のシャカ・ズールー・キングスとクイーンズ）の参加を初めとして、多くのDJ、MC、Bboy、Bgirl 、グラフィティアーティストがメンバーとなっていく。
1980年になると、彼のグループはPaul Winley recordsから、初めて『DEATH MIX』という曲を出す。バンバータによると、これはレコード会社側の、勝手な契約だったそうで、その後さらにPaul Winley recordsはソウル・ソニックの定番『ズールー・ネイション・スローダウン』まで権限を手に入れる。これに幻滅したバンバータはレコード会社から離脱した。
1982年にはバンバータは「プラネット・ロック」で初めてのヒットを出すことに成功した。 ヒップホップアーティストのFab Five Freddyは、ニューヨークの白人地域にあるクラブ系列のManhattan New Wave Clubsで流す音楽を思考中に、バンバータを招待し、The Mudd Clubで演奏させた。これはバンバータにとって、初めて白人客の前で演奏する機会だった。彼の演奏するパーティーは、客数が増加していった。 
1983年には『Looking for the Perfect Beat』と『Renegades of Funk』をソウルソニック・フォースと共にJean Karakos's Celluloidレコードからビル・ラズウェルのプロデュースでリリース。このレコード会社に彼は2つのグループ Time ZoneとShangoを結成させる。 『Wildstyle』を Time Zoneと共にリリース。1984年には『World Destruction』をパンク・ロックのジョン・ライドンとTime Zoneと共にリリースする。
さらに、バンバータとその他のヒップホップの有名人は、1984年の映画『ビート・ストリート』に出演。さらに御大ジェームス・ブラウンとのコラボレーションで『ユニティ』を作曲、発表しブラウンをカムバックさせた。
1985年10月頃、バンバータは他のアーティスト（スティーヴ・ヴァン・ザント, ジョーイ・ラモーン, Run-D.M.C., ルー・リード, U2）と反アパルトヘイト運動アルバム『サン・シティ』を制作。バンバータの全盛期は82年から85年ごろまでであり、その後彼のキャリアは下降線をたどった。
1988年には『Afrika Bambaataa and Family』をキャピトル・レコードからリリース。バンバータはFamily（ノーナ・ヘンドリックス、UB40、ボーイ・ジョージ、ジョージ・クリトン、ブーツィー・コリンズ、 イエローマン）とは3年越しに『Funk You』（1985年）や 『Beware (The Funk Is Everywhere)』 （1986年）をリリースしている。 1986年にバンバータはアーティストのAtlanta Ga. (MC SHY Dの紹介)を発掘し、後にCriminalレコードのアーサー・ベイカーと契約を結ぶ。 グループ名はHarmony and LGで、初シングルは『Dance To The Drums / No Joke』 さらにバンバータは暴力停止運動に参加して、他のヒップホップアーティストと12インチシングルレコード『Self Destruction』をつくり、1989年3月のthe Hot Rap Singles Chartのヒットとなる。このシングルで40万ドルを貢献する。

## 1990年代以降の活動

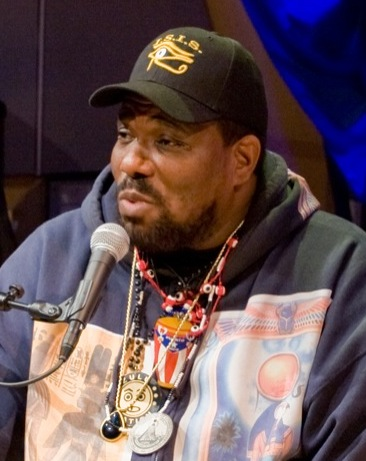
アフリカ・バンバータ（2009年）

1990年、バンバータはLIFEの「20世紀で一番大切なアメリカ人」の1人として取り上げられる。さらに反アパルトヘイト運動の一環として『Hip Hop Artists Against Apartheid』をWarlockレコードからリリース。ジャングル・ブラザーズとチームを組み、『Return to Planet Rock (The Second Coming)』を作成。Gee StreetレコードのJohn Bakerと協力し、the African National Congress (ANC)の為にロンドンのウェンブリー・スタジアムでネルソン・マンデラ解放を記念したコンサートを計画。このコンサートを通して、イギリスとアメリカのラッパーの団結、さらにはヒップホップファンにネルソン・マンデラ、ウィニー・マンデラ、ANCの存在を明確にした。この結果『Ndodemnyama (Free South Africa)』のリリースはANCに3万ドルを寄付するという大きな役目をはたす。これに留まらず、バンバータはイタリアへの募金も募る。
90年代半ばからバンバータはWestBam (who was named after him)とコラボレーションして、彼の電子音楽の原点に戻り、2004年遂に『Dark Matter Moving at the Speed of Light』を完成させる。2000年にはRage Against the Machineがバンバータのカバー曲『Renegades of Funk』を彼らのアルバム『Renegades』に挿入。 
同年彼はLeftfieldとコラボし初シングル『Leftfield's Rhythm and Stealth』からの1曲「Afrika Shox」（映画『バニラ・スカイ』でも使われる）を出す。
2006年、イギリス人歌手Jameliaのアルバム『Walk With Me』の1曲 『Do Me Right』に特別出演する。さらにMekonのアルバム『Some Thing Came Up』の『D-Funktional』にも特別出演、The Bassheads (Desa Basshead).の『Is There Anybody Out There』の作詞と活躍は続く。
俳優としては『Kung Faux』で数々のナレーションを手がけた。バンバータは6周年記念Independent Music Awardsで審査員を手がけ、2007年9月27日にはThe 2008 Rock and Roll Hall of Fame Inductionsの候補者9人の内の1人に選ばれる。2007年12月22日、彼はケンタッキー州コビングトンでthe First Annual Tribute Fit For the King of King Recordsに特別出演した。2016年4月には、ニューヨークの政治活動家のロナルド・サベージが、15歳の時に虐待を受けたとしてバンバータを告発した。さらに3人の男性からも虐待を指摘された。バンバータはローリング・ストーン誌上で虐待を否定したが、結局、ズールー・ネイションのリーダーを辞めざるを得なくなってしまった。

## ディスコグラフィ
アルバム
| 年代 | アルバム名                                               | レーベル            |
| ---- | -------------------------------------------------------- | ------------------- |
| 1983 | Death Mix                                                | Paul Winley Records |
| 1985 | Sun City                                                 | EMI                 |
| 1986 | Planet Rock: The Album                                   | Tommy Boy Records   |
| 1986 | Beware (The Funk Is Everywhere)                          | Tommy Boy Records   |
| 1987 | Death Mix Throwdown                                      | Blatant             |
| 1988 | The Light                                                | EMI America Records |
| 1991 | The Decade of Darkness 1990-2000                         | EMI Records USA     |
| 1992 | Don't Stop... Planet Rock (The Remix EP)                 | Tommy Boy Records   |
| 1996 | Jazzin (Khayan album)                                    | ZYX Music           |
| 1996 | Lost Generation                                          | Hottie              |
| 1996 | Warlocks and Witches, Computer Chips, Microchips and You | Profile Records     |
| 1997 | Zulu Groove (Compilation)                                | Hudson Vandam       |
| 1999 | Electro Funk Breakdown                                   | DMC                 |
| 1999 | Return to Planet Rock                                    | Berger Music        |
| 2000 | Hydraulic Funk                                           | Strictly Hype       |
| 2000 | Theme of the United Nations w/ DJ Yutaka                 | Avex Trax           |
| 2003 | Electro Funk Breakdown (Compilation)                     | DMX                 |
| 2003 | Looking for the Perfect Beat: 1980-1985 (Compilation)    | Tommy Boy Records   |
| 2004 | Dark Matter Moving at the Speed of Light                 | Tommy Boy Records   |
| 2005 | Metal                                                    | Tommy Boy Records   |
| 2005 | Metal Remixes                                            | Tommy Boy Records   |
| 2006 | Death Mix "2"                                            | Paul Winley Records |

シングル
| 年代 | 曲名                                             | レーベル              |
| ---- | ------------------------------------------------ | --------------------- |
| 1980 | "Zulu Nation Throwdown"                          | Winley Records        |
| 1981 | "Jazzy Sensation"                                | Tommy Boy Records     |
| 1982 | "Planet Rock"                                    | Tommy Boy Records     |
| 1982 | "Looking for the Perfect Beat"                   | Tommy Boy Records     |
| 1983 | "Renegades of Funk"                              | Tommy Boy Records     |
| 1983 | "Wildstyle"                                      | Celluloid Records     |
| 1984 | "Unity" (with James Brown)                       | Tommy Boy Records     |
| 1984 | "Frantic Situation" (with Shango)                | Tommy Boy Records     |
| 1984 | "World Destruction"                              | Atlantic Records      |
| 1986 | "Bambaataa's Theme"                              | Tommy Boy Records     |
| 1988 | "Reckless" (with UB40)                           | EMI                   |
| 1990 | "Just Get Up And Dance"                          | EMI                   |
| 1993 | "Zulu War Chant"                                 | Profile Records       |
| 1993 | "What's the Name of this Nation?...Zulu"         | Profile Records       |
| 1993 | "Feeling Irie"                                   | DFC                   |
| 1994 | "Pupunanny"                                      | DFC                   |
| 1994 | "Feel the Vibe" (with Khayan)                    | ?                     |
| 1998 | "Agharta - The City of Shamballa" (with WestBam) | Low Spirit Recordings |

## 日本公演
- 1985年
- 1999年
- 2009年